# Stand by You
"Stand by You" é uma canção da cantora norte-americana Rachel Platten, gravada para o seu álbum de estreia oficial Wildfire. Foi composta pela própria intérprete com o auxílio de Jack Antonoff, Joy Williams, Matt Morris, Jon Levine, sendo que o último também esteve a cargo da produção. O seu lançamento ocorreu a 11 de setembro de 2015, através da Columbia Records, servindo como segundo single do disco.
Com "Stand by You", Rachel Platten conseguiu repetir o sucesso do primeiro single (Fight Song) e atingiu o o número 1 no chart Adult Pop Songs da Billboard em 20 de fevereiro de 2016, assim permanecendo até 5 de março de 2016. A canção também figurou na posição 37 do Hot 100 (principal chart da Billboard) em 13 de fevereiro de 2016, além ter aparecido em vários outros charts, consolidando, assim, o álbum Wildfire (o primeiro oficial da cantora), que teve os seus dois primeiros singles no top 40 da principal parada dos Estados Unidos. Além disso, desde o final de 2015 "Stand by You" vem sendo exaustivamente executada nas principais rádios norte-americanas.

## Faixas e formatos
| Descarga digital |                |         |  |
| N.º              | Título         | Duração |  |
| 1.               | "Stand by You" | 3:39    |  |

## Desempenho nas tabelas musicais

### Posições
| Tabela musical (2015-16)           | Melhor posição |
| ---------------------------------- | -------------- |
| Austrália (ARIA)                   | 14             |
| Bélgica (Ultratrip Flanders)       | 63             |
| Brasil (ZERO Top 25)               | 9              |
| Canadá (Billboard)                 | 42             |
| Canadá AC (Billboard)              | 5              |
| Canadá CHR/Top 40 (Billboard)      | 47             |
| Canadá Hot AC (Billboard)          | 9              |
| Eslováquia (Rádio Top 100)         | 45             |
| EUA Billboard Hot 100              | 37             |
| EUA Adult Contemporary (Billboard) | 8              |
| EUA Adult Top 40 (Billboard)       | 1              |
| EUA Mainstream Top 40 (Billboard)  | 21             |
| Polônia (Polish Airplay Top 100)   | 16             |

### Certificações
| País                                                                        | Certificação | Certified units/Vendas |
| --------------------------------------------------------------------------- | ------------ | ---------------------- |
| Austrália (ARIA)                                                            | Platina      | 70,000^                |
| Canada (MC)                                                                 | Ouro         | 40,000^                |
| EUA (RIAA)                                                                  | Platina      | 1,000,000^             |
| Polônia (ZPAV)                                                              | Ouro         | 10,000^                |
| ^apenas com base na certificação ‡vendas+streaming com base na certificação |              |                        |